# Alcea sulphurea
Alcea sulphurea är en malvaväxtart som först beskrevs av Pierre Edmond Boissier och Hohen., och fick sitt nu gällande namn av Friedrich Christoph Wilhelm Alefeld. Alcea sulphurea ingår i släktet stockrosor, och familjen malvaväxter. Inga underarter finns listade i Catalogue of Life.